# Folketingsmedlemmer valgt i 1918
Dette er en liste over folketingsmedlemmer valgt i 1918 ved folketingsvalget den 22. april. Det var det første folketingsvalg efter grundloven af 1915. Hvor før alle folketingsmedlemmer blev valgt i enkeltmandskredse, blev der nu indført forholdstal i Hovedstaden. Resten af landet var stadig inddelt i enkeltmandskredse som hver valgte ét folketingsmedlem, men derforuden blev der indført tillægsmandater som blev fordelt til partierne således at deres andel af folketingsmandater så vidt muligt blev tilnærmet til deres andel af det samlede stemmetal.
I alt blev der valgt 24 mandater i Hovedstaden, 93 kredsmandater og 23 tillægsmandater.

## Oversigt over partier og antal valgte mandater
| Parti                            | Mandater    | Mandater | Mandater | Mandater |
| Parti                            | Hovedstaden | Kreds-   | Tillægs- | I alt    |
| -------------------------------- | ----------- | -------- | -------- | -------- |
| Det ny Højre                     | –           | –        | –        | –        |
| Det Konservative Folkeparti (K)  | 6           | 2        | 14       | 22       |
| Den Frikonservative Gruppe       | –           | –        | –        | –        |
| Venstre (V)                      | –           | 42       | 4        | 46       |
| Det Radikale Venstre (R)         | 5           | 21       | 5        | 31       |
| Det Socialdemokratiske Parti (S) | 12          | 27       | –        | 39       |
| Udenfor partierne                | 1           | 1        | –        | 2        |
| I alt                            | 24          | 93       | 23       | 140      |

Kilde til tabellen: Danmarks Statistik 1918, side 34

## Hovedstaden
I valgkredsen Hovedstaden (Københavns Kommune og Frederiksberg Kommune) valgtes 24 medlemmer af Folketinget ved forholdstalsvalg:
Det Socialdemokratiske Parti
- Thorvald Stauning
- K.M. Klausen
- Sigvald Olsen
- Emil Wiinblad
- A.C. Meyer
- F.J. Borgberg
- Martin Olsen[c]
- Chr. Hansen
- Vilh. Rasmussen
- Helga Larsen
- Fr. Andersen
- Friis Skotte

Det Radikale Venstre
- Alfred Christensen
- Ivar Berendsen
- Elna Munch
- P. Koch
- V.E. Gamborg

Det Konservative Folkeparti
- J.E.L.M. Pitzner
- M. Malling Hauschultz
- Svend Koch
- Arnold Fraenkel
- Oskar Andersen
- Theodor Jensen

Erhvervslisten
- Lauritz Jensen

## Københavns Amt
1. Gentoftekredsen: Albert Abrahamsen (K)
2. Lyngbykredsen: J.C.Th. Wilmann (S)
3. Roskildekredsen: Henrik Nielsen (S)
4. Køgekredsen: Mads Larsen (R)
5. Lejrekredsen: Niels Frederiksen (R)

## Frederiksborg Amt
1. Helsingørkredsen: Peder Christensen (S)
2. Fredensborgkredsen: C. Moesgaard-Kjeldsen (R)
3. Hillerødkredsen: Peder Hedebol (S)
4. Frederiksværkkredsen: Niels Petersen (R)

## Holbæk Amt
1. Holbækkredsen: A.H. Nøhr (R)
2. Nykøbingkredsen: Kristjan Pedersen (R)
3. Vedbykredsen: Søren Svendsen (V)
4. Kalunborg-Onsbjerg-kredsen: Ove Rode (R)

## Sorø Amt
1. Ringstedkredsen: C.Th. Zahle (R)
2. Sorøkredsen: Martin Hansen (V)
3. Slagelsekredsen: H.P. Hansen
4. Skælskørkredsen: Rasmus Andersen (V)

## Præstø Amt
1. Store Heddinge-kredsen: Jens Andersen (R)
2. Præstøkredsen: Emil Rasmussen (R)
3. Næstvedkredsen: Niels Andreasen (S)
4. Stege-Vordingborg-kredsen: Laurits Jessen (S)

## Bornholms Amt
1. Rønnekredsen: C.N. Hauge (S)
2. Aakirkebykredsen: K.H. Kofoed (R)

## Maribo Amt
1. Nakskovkredsen: S. Bresemann (S)
2. Maribokredsen: Peder Pedersen (R)
3. Sakskøbingkredsen: A.M. Hansen (R)
4. Nykøbing Falster-kredsen: Valdemar Olsen (S)
5. Stubbekøbingkredsen: Søren Keiser-Nielsen (R)

## Odense Amt
1. Odense I-kredsen: Emil Marott (S)
2. Odensen II-kredsen: Lars Ditlev Rasmussen (S)
3. Kertemindekredsen: H.C. Henningsen (R)
4. Assenskredsen: Klaus Berntsen (V)
5. Middelfartkredsen: Carl Slengerik (R)
6. Bogensekredsen: J. Jensen-Sønderup (V)
Valget i Bogensekredsen blev kendt ugyldigt og der blev afholdt omvalg 23. juli 1918. Omvalget blev vundet af Gunnar Fog-Petersen (R).[4]
7. Otterupkredsen: Holger Kristiansen (R).

## Svendborg Amt
1. Nyborgkredsen: J.J. Bjerring (S)
2. Gudmekredsen: Emil Petersen (V)
3. Svendborgkredsen: Peter Andersen (S)
4. Ærøskøbing-Faaborg-kredsen: Frederik Sporon-Fiedler (K)
5. Højrupkredsen: Johannes Fog-Petersen (R)
6. Rudkøbingkredsen: P. Munch (R)

## Hjørring Amt
1. Frederikshavnkredsen: Thomas Larsen (V)
2. Sæbykredsen: Peder Pedersen Pinstrup (V)
3. Hjørringkredsen: Jens Sørensen Vanggaard (V)
4. Vråkredsen: Otto Thorhauge (V)
5. Halvrimmenkredsen: Carl Sørensen (V)

## Thisted Amt
1. Thistedkredsen: Jens Peter Nørhave (V)
2. Hurupkredsen: J. Munk Poulsen (V)
3. Nykøbing Mors-kredsen: S.C.C. Nørgaard (V)

## Aalborg Amt
1. Aalborg Vestre Kreds: Gerhard Sofus Nielsen (S)
2. Aalborg Østre Kreds: Niels Christian Christensen (S)
3. Bælumkredsen: Lauritz Laursen (V)
4. Aarskredsen: Jens Peter Lillelund (V)
5. Nibekredsen: Laurs Sørensen Kvist (V)
6. Nørresundbykredsen: Ole Kirk (V)

## Viborg Amt
1. Skivekredsen: Hans Nielsen (uden for partierne)
2. Viborgkredsen: Ferdinand Nielsen (R)
3. Kjellerupkredsen: N.P. Jensen (V)
4. Sønder Vinge-kredsen: Niels Kristian Hedegaard (V)
5. Løvelkredsen: Laust Laustsen (V)

## Randers Amt
1. Mariagerkredsen: H.P. Hansen (S)
2. Randerskredsen: M. Mortensen (S)
3. Borupkredsen:[d] Gerud Jensen (V)
4. Hornsletkredsen: Th. Poulsen (R)
5. Grenaakredsen: Niels Pedersen-Nyskov (V)
6. Ebeltoftkredsen: N.Th. Neergaerd (V)

## Aarhus Amt
1. Odderkredsen: H.C. Hegelund-Lange (V)
2. Aarhus Midtkreds: M. Simonsen (S) (Jens Peter Marius Simonsen)
3. Aarhus Nordre kreds: A.J. Stilling (S)
4. Arhus Søndre Kreds: P.J. Kammersgaard-Jensen (S)
5. Skjoldelevkredsen: Johannes Pedersen (S)

## Skanderborg Amt
1. Horsenskredsen: Hans Nielsen (S)
2. Skanderborgkredsen: Anders Stengaard-Kirkegaard (V)
3. Østbirkkredsen: Mads Lambæk (V)
4. Silkeborgkredsen: Jacob Christensen (S)

## Vejle Amt
1. Fredeciakredsen: Lauritz Rasmussen (S)
2. Koldingkredsen: N. Johan Laursen (V)
3. Vejlekredsen: M. Christian Jacobsen (S)
4. Givekredsen: Niels Kr. Jensen (V)
5. Bjerrekredsen: Jørgen Jensen (V)
6. Vonsildkredsen: Rasmus Hansen (V)

## Ringkøbing Amt
1. Ringkøbingkredsen: J.C. Christensen (V)
2. Lemvigkredsen: Hagbart Berg (V)
3. Holstebrokredsen: Mads Mølgaard Nielsen (V)
4. Vinderupkredsen: Morten Grønbæk (V)
5. Herningkredsen: Jens Westergaard (V)
6. Skjernkredsen: Sigurd Berg (V)

## Ribe Amt
1. Vardekredsen: Anton Vilhelm Pinholt (V)
2. Esbjergkredsen: J.P. Sundbo (S)
3. Ribekredsen: Søren Brorsen (V)
4. Bækkekredsen: Chr. Søgaard (V)
5. Gulagerkredsen: M.N. Slebsager (V)

## Færøerne
1. Thorshavn: Andreas Samuelsen (V)

## Tillægsmandater

### Øernes Område
1. Københavns Amt: Axel Møller (K)
2. Frederiksborg Amt: H.P. Parkov (K)
3. Frederiksborg Amt: Carl Jørgensen (V)
4. Sorø Amt: Johannes Lou (K)
5. Præstø Amt: Rasmus Nielsen (V)
6. Præstø Amt: Johs. Ulrich (K)
7. Maribo Amt: Asger Karstenen (K)
8. Maribo Amt: Paul Rasmussen (V) (kun til 23. juli 1918, se nedenfor)
9. Odense Amt: A. Kidde (K)
10. Svendborg Amt: Jacob Jacobsen (V)

### Jyllands Område
1. Hjørring Amt: Peter Jensen (R)
2. Hjørring Amt: Johan Knudsen (K)
3. Thisted Amt: N.G. Frøkjær (K)
4. Aalborg Amt: L.V. Birck (K)
5. Aalborg Amt: Hans Christian Hansen (R)
6. Viborg Amt: Poul Emil Hansen (R)
7. Randers Amt: Emil Harboe (K)
8. Aarhus Amt: Karen Ankersted (K)
9. Skanderborg Amt: P. Korsgaard (K)
10. Vejle Amt: R. Raffnsøe (K)
11. Ringkøbing Amt: Anton Vesterager (K)
12. Ringkøbing Amt: J.J. Jensen (R)
13. Ribe Amt: Valdemar Nielsen (R)

### Ændringer 23. juli 1918
Omvalget i Bogensekredsen 23. juli 1918 medførte en genberegning af tildelingen af tillægsmandater. Det betød at Paul Rasmussen (V) mistede sit tillægsmandat i Maribo Amt som i stedet gik til J. Jensen-Sønderup (V) i Odense Amt. Jensen-Sønderup hvis valg i Bogensekredsen var kendt ugyldigt, og som tabte omvalget til Gunnar Fog-Petersen, kunne således alligevel fortsætte i Folketinget.

## Suppleringsvalg 18. februar 1919 i Gudmekredsen
Emil Petersen (V), som blev valgt i Gudmekredsen, døde 2. januar 1919. Ved suppleringsvalget i kredsen 18. februar 1919 blev Jens Chr. Jensen (V) valgt som hans afløser.